# Selenia chalcescens
Selenia chalcescens är en fjärilsart som beskrevs av Smith 1954. Selenia chalcescens ingår i släktet Selenia och familjen mätare. Inga underarter finns listade.